# Maciej Forycki
Maciej Antoni Forycki (ur. 1974) – polski historyk, profesor nauk humanistycznych, nauczyciel akademicki i profesor Uniwersytetu im. Adama Mickiewicza w Poznaniu. Dwukrotny stypendysta Fundacji na rzecz Nauki Polskiej.

## Życiorys
W latach 1993–1998 studiował historię na Uniwersytecie im. Adama Mickiewicza w Poznaniu oraz Uniwersytetu w Paryżu I Panthéon-Sorbonne. Stopień naukowy doktora otrzymał w 2002, równocześnie na UAM oraz Université de Versailles-Saint-Quentin-en-Yvelines, za rozprawę Polska anarchia w myśli republikańskiej doby oświecenia. Jego promotorami byli profesorowie Maciej Serwański i Chantal Grell, a recenzentami – Marian Drozdowski i Jean Bérenger.
W 2002 został adiunktem w Zakładzie Historii Nowożytnej do XVIII Wieku Instytutu Historii UAM. W swoich badaniach zajmuje się przede wszystkim dziejami kultury (zwłaszcza historią idei), XVIII wieku oraz stosunków polsko-francuskich. W latach 2012–2014 był kierownikiem Zakładu Historii Nowożytnej do XVIII wieku oraz ponownie od 1 stycznia 2021. Dwukrotnie był stypendystą Fundacji na rzecz Nauki Polskiej (w 2005 i w 2006).
Dyrektor Stacji w Paryżu Polskiej Akademii Nauk.

## Publikacje
1. Maciej Forycki, L'«anarchie» Polonaise. Le système institutionnel républicain de la Pologne nobiliaire dans la pensée des Lumières, Poznań-Versailles, 2001, nowy ISBN 978-2-7295-6643-2
2. Maciej Forycki, Anarchia polska w myśli oświecenia. Francuski obraz Rzeczypospolitej szlacheckiej u progu czasów stanisławowskich, Poznań, 2004, stary ISBN 83-7177-385-4, nowy ISBN 978-83-7177-385-3
3. Maciej Forycki, Stanisław Leszczyński. Sarmata i europejczyk. 1677-1766, Poznań, 2006, stary ISBN 83-87816-88-4, nowy ISBN 978-83-87816-88-9

### Artykuły
1. Maciej Forycki, Kontakty astronomii i fizyki poznańskiej z Francją w dobie oświecenia, Kronika Miasta Poznania, rocznik 65, 1997, numer 3, strony 207-224, ISSN 0137-3552
2. Maciej Forycki, Republikanin polski z XVIII wieku. Kształtowanie się sylwetki politycznej Michała Wielhorskiego, Scripta Minora, tom 2, 1998, strony 269-287, ISSN 1426-8795
3. Maciej Forycki, Konstruktywizm przemagający – kilka uwag na marginesie filozofii Andrzeja Zybertowicza, Przegląd Bydgoski, rocznik 9, 1998, strony 65-71, ISSN 1429-7655
4. Maciej Forycki, Alicja Szulc, Ku odnowie polskiej rodziny. Program wychowawczy Matki Marceliny Dorowskiej (1827-1911), Nasze Historie nr 4 (1999), strony 27-51.
5. Maciej Forycki, Entre le despotisme et la liberté. Propos de Rousseau sur le roi Stanislas-Auguste, [w:] Les grands hommes des autres. Redakcja: Maciej Serwański, Poznań, 2000, strony 197-207, stary ISBN 83-86650-53-2
6. Maciej Forycki, Le cimetière dans les guides imprimés polonais du XXe siècle, [w:] Les guides imprimés du XVIe au XXe siècle. Villes, paysages, voyages. Opracowanie: Gilles Chabaud, Evelyne Cohen, Natacha Coquery, Jérôme Pene, Paris, 2000, strony 459-470, stary ISBN 2-7011-2738-6, nowy ISBN 978-2-7011-2738-5
7. Maciej Forycki, Wandea Chateaubrianda, Arcana, rocznik 7, 2001, numer 1, strony 64-73, ISSN 1233-6882
8. Maciej Forycki, Konstytucja 3 Maja w ostatnich pracach Henryka Kocója, Przegląd Zachodni, rocznik 57, 2001, numer 3, strony 199-205, ISSN 0033-2437
9. Maciej Forycki, Założenie obserwatorium astronomicznego w Poznaniu i jego międzynarodowe znaczenie, Mazowieckie Studia Humanistyczne, rocznik 7, 2001, numer 2, strony 41-49, ISSN 1234-5075[2]
10. Maciej Forycki, Rynek odświętny, Rynek polityczny. Echa Konstytucji 3 Maja w Poznaniu, Kronika Miasta Poznania, rocznik 71, 2003, numer 2, strony 277-293, ISSN 0137-3552
11. Maciej Forycki, Igor Kraszewski, Portret Sarmaty oświeconego, Barok, rocznik 11, 2004, numer 1, strony 87-104, ISSN 1232-3233

#### Przekłady z języka francuskiego
1. François-René de Chateaubriand, O Wandei. Fragment, tłumaczenie: Maciej Forycki, Arcana, rocznik 7, 2001, numer 1, strony 73-87, ISSN 1233-6882
2. Jean Bérenger, Tolerancja religijna w Europie w czasach nowożytnych. XV-XVIII wiek, tłumaczenie: Maciej Forycki, opracowanie: Maciej Serwański, Poznań, 2002, stary ISBN 83-7177-086-3, nowy ISBN 978-83-7177-086-9
3. Enrique Martínez Ruiz, Zarys dziejów Hiszpanii nowożytnej. Od końca XV wieku do 1808 roku, tłumaczenie: Maciej Forycki, opracowanie: Maciej Serwański, Maciej Forycki, Poznań, 2003, stary ISBN 83-89407-00-0, nowy ISBN 978-83-89407-00-9

#### Redakcja zbiorów
1. Francja, Niemcy i Polska w Europie nowożytnej i najnowszej. XVI-XX wiek, redakcja: Maciej Serwański i Maciej Forycki, Poznań, 2003, stary ISBN 83-89407-10-8, nowy ISBN 978-83-89407-10-8
2. La Pologne et l'Europe occidentale du Moyen-Âge à nos jours, redakcja: Marie-Louise Pelus-Kaplan, Daniel Tollet, Maciej Serwański, Maciej Forycki, Poznań-Paris, 2004, stary ISBN 83-89407-20-5, nowy ISBN 978-83-89407-20-7
3. Amis et ennemis héréditaires. Les stéréotypes nationaux, redakcja: Maciej Forycki, Maciej Serwański, Poznań, 2006[3]